# Belassitsa
La Belassitsa (en bulgare et en macédonien : Беласица = Belassitsa ou Belassitza : « blanchâtre », en translittération internationale Belasica ; en grec : Κερκίνη = Kerkini ou Μπέλες = Bélès) ou monts Bélès est un petit massif montagneux du sud-est de l'Europe, qui se trouve à la frontière entre la Grèce (à 50 %), la Macédoine du Nord (30 %) et la Bulgarie (20 %).

## Géographie

### Topographie
Le massif s'étend d'ouest en est sur 63 km et il est large de 7 à 9 km. La Belassitsa est délimitée au nord par la vallée de la rivière Stroumitsa, à l'est par le défilé où passe la Strouma, au sud par la plaine de Serrès et à l'ouest par la plaine où coule le Vardar.
Le point culminant est le pic Radomir avec 2 029 mètres, mais l'altitude moyenne de l'ensemble varie entre 300 et 1 900 mètres.

### Géologie
Le massif s'est formé au Pliocène et il est essentiellement constitué de roches métamorphiques : amphibolites, diverses variétés de schistes, granite, gneiss, etc. Le flanc nord contient d'épaisses couches d'alluvions qui contiennent d'importantes quantités d'eau.

### Flore et faune

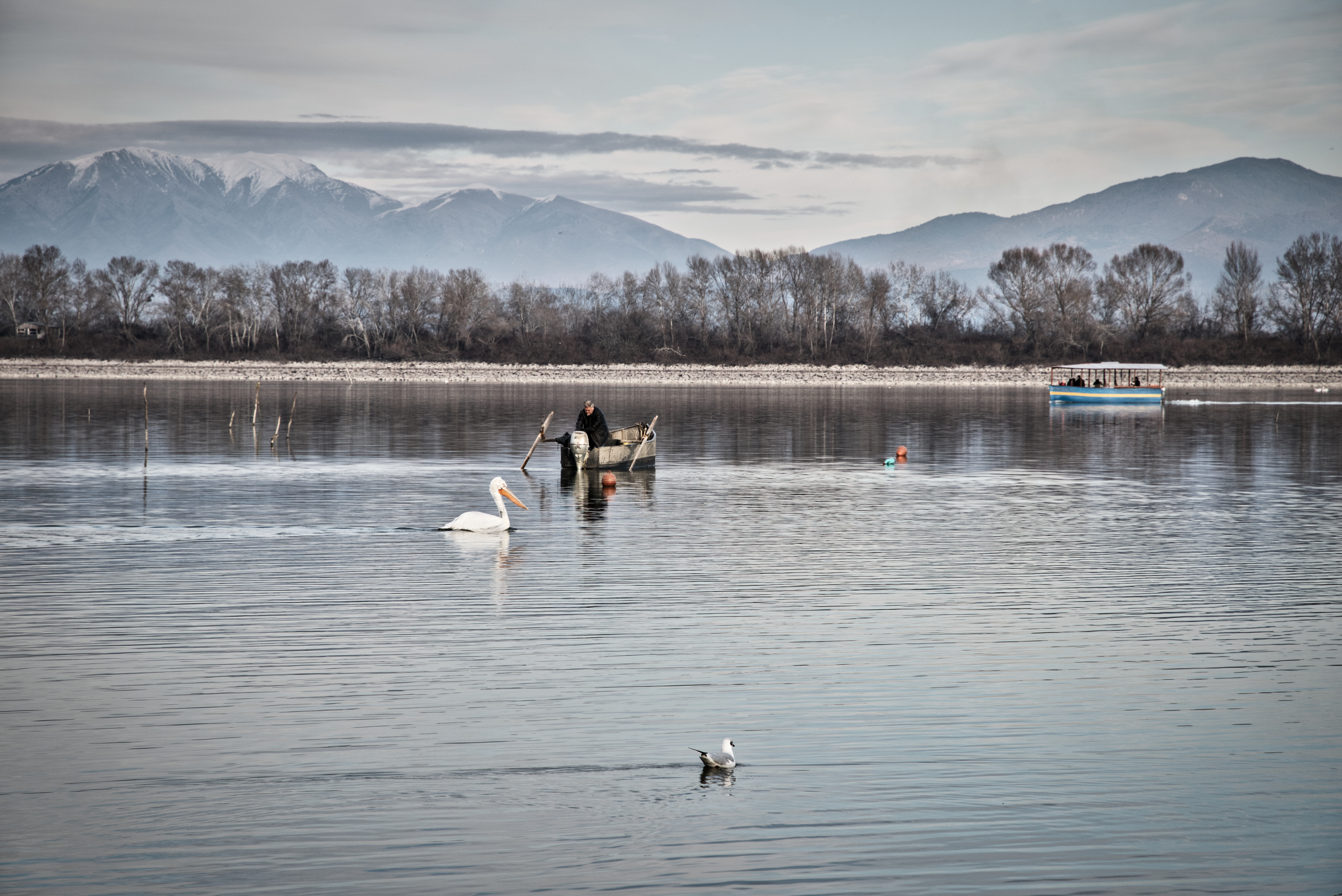
Cohabitation entre les humains et les oiseaux migrateurs sur le lac Kerkini, dans la Belassitsa.

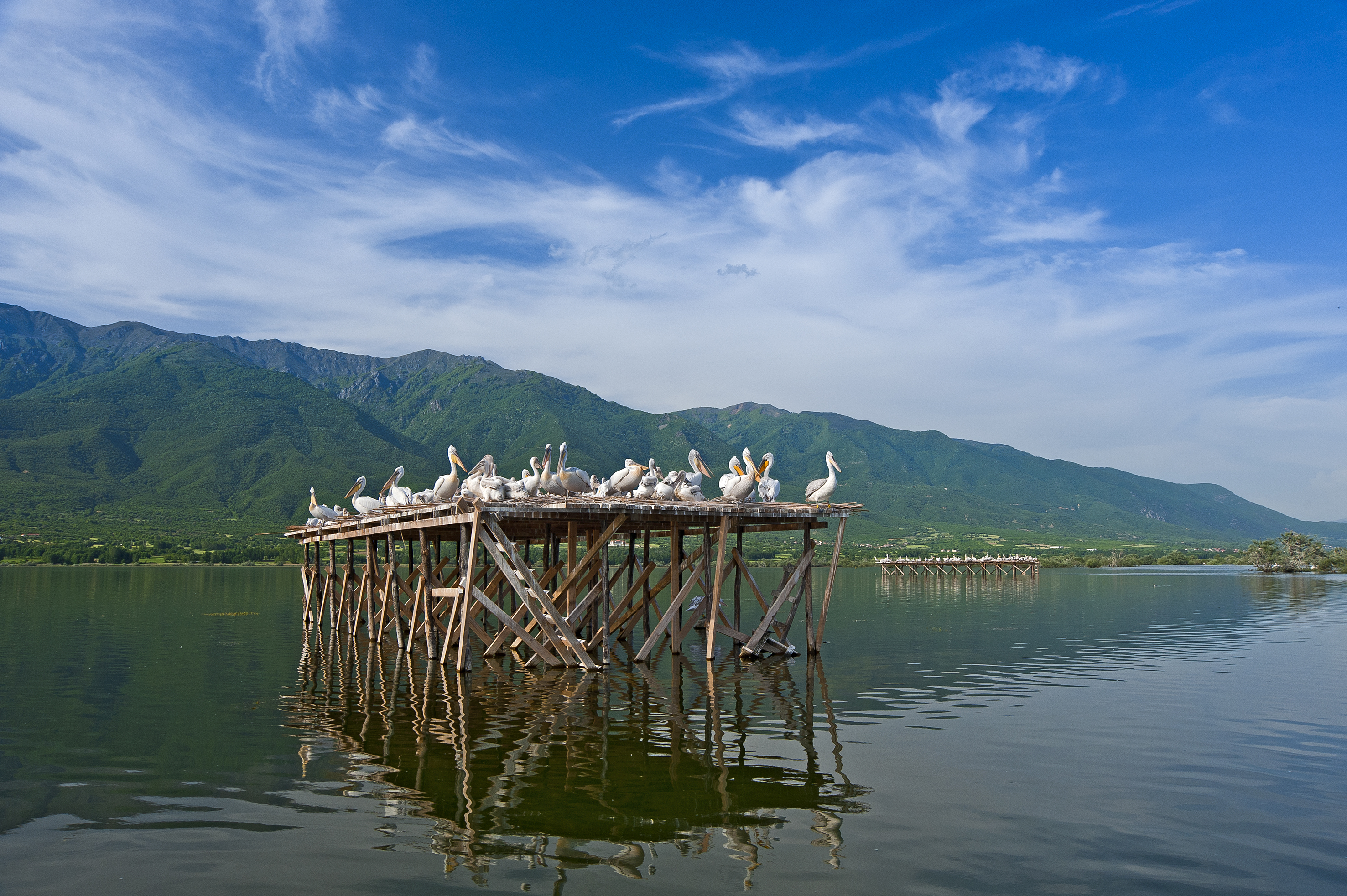
Pélicans blancs sur le lac Kerkini dans le Belassitsa.

Environ 1 200 variétés de végétaux et 270 variétés d'animaux (120 d'oiseaux, 50 mammifères, 15 de reptiles, etc.) ont été recensées dans le massif de la Belassitsa.

## Histoire
La région est surtout connue pour la bataille de la Stroumitsa qui eut lieu, en 1014, entre l'État bulgare et l'Empire byzantin.
Au temps du régime communiste et jusqu'en 1989, l'accès à ce massif était pratiquement impossible pour les Bulgares en raison du rideau de fer. Cette situation a paradoxalement été favorable au développement de la flore et de la faune pendant cette période.
La région est une eurorégion depuis 2003.

## Activités
Au sud-ouest de Petritch a été créée une réserve naturelle de 1 312 hectares.

## Dans la culture
Deux équipes de football sont nommées d'après cette chaîne de montagne : le Belassitza Petritch en Bulgarie et le FC Belasica de la ville de Stroumitsa en République de Macédoine.